# Югославізм
Югославізм (сербохорв. јugoslavizam/југославизам), або югослов'янство (сербохорв. јugoslovenstvo/југословенство, словен. јugoslovanstvo) — панславістська концепція послідовного інтегрального унітаризму, що передбачала повне злиття південнослов'янських народів у єдину югослов'янську націю. Югославізм фактично об'єднав ідеї «Великої Сербії» та «Великої Хорватії».

## Історія
Югославізм з'явився як один із напрямів ілліризму, що чіткіше описав політичні побажання хорватів. Його творцями були хорватські єпископи Йосип Юрай Штросмаєр і Франьо Рачкий, які й породили термін «югославізм» у 1860-1870-х рр., давши йому теоретичне обґрунтування. Ця концепція передбачала необхідність об'єднати всіх південних слов'ян Австро-Угорщини та Османської імперії у кордонах однієї держави. Проте втілити її в життя можна було тільки з допомогою всіх південнослов'янських народів, а домогтися такої підтримки було доволі важко. До того ж становище декого з цих народів істотно змінилося у світлі рішень Берлінського конгресу 1878 р.: Сербія здобула незалежність, Чорногорія стала теж політично самостійною, але опинилася в економічній залежності від Австро-Угорщини. Македонія далі перебувала у межах Османської імперії, Боснію і Герцеговину окупували австро-угорські війська. Відновлення сербської державності сприйняли невдоволено словенці та хорвати, які й далі залишалися під владою Австро-Угорщини. Стан взаємної ображеності посилювався сербсько-хорватськими непорозуміннями відносно Боснії та Герцеговини: як серби, так і хорвати бажали долучити ці землі до складу планованих «Великої Сербії» або «Великої Хорватії» відповідно. 
Перед початком Першої світової війни діячі національних рухів Західних Балкан сповідували дві головні ідеї: перша полягала в розгортанні співробітництва південнослов'янських народів задля заснування єдиної держави, а сутність другої була в задумі провести в життя концепцію югославізму як послідовного інтегрального унітаризму (цілковитого злиття народів у єдину югославську націю). Певною реалізацією таких ідей стало засноване 1918 року Королівство Сербів, Хорватів і Словенців попри всі попередні розбіжності у поглядах на такого роду державу, адже серби задумували її як унітарну і централізовану, тоді як хорвати і словенці уявляли її федерацією або конфедерацією.